# Joshua King
Joshua King (Lowick, cerca de Ulverston, in Lancashire, Inglaterra, 16 de enero de 1798 – President's Lodge, Queens' College, Cambridge, Inglaterra; 1 de septiembre de 1857) fue un matemático inglés que ejerció como Profesor Lucasiano de Matemáticas en la Universidad de Cambridge de 1839 a 1849.

Joshua King  vino a Cambridge desde Hawkshead Grammar School. Fue pronto evidente que dicha escuela había producido algo de importancia. Logró una cátedra y su reputación en Cambridge era inmensa. Se creía que había aparecido nada menos que un segundo Newton.  Esperaban que su trabajo como matemático marcara una época en la ciencia. A temprana edad se convirtió en residente del Queens’ College; más tarde, en Profesor Lucasiano. No publicó nada, de hecho no hizo trabajo matemático alguno. Pero mientras mantuvo su salud, fue un miembro activo y prominente en Cambridge y mantuvo una enorme reputación. Cuando murió, se sintió que no podía permitirse la pérdida de la memoria de un hombre tan extraordinario y que sus papeles debían publicarse. Así que sus investigaciones fueron examinadas, sin hallarse nada que mereciera la pena publicarse.